# Infirmes, Bâtards et Choses brisées
Infirmes, Bâtards et Choses brisées (Cripples, Bastards, and Broken Things) est le quatrième épisode de la saison 1 du Trône de fer, série télévisée américaine de fantasy. L'épisode a été diffusé la première fois le 8 mai 2011 sur HBO.
Dans cet épisode, Lord Eddard Stark, la nouvelle Main du Roi, enquête sur la mort soudaine de son prédécesseur. Jon Snow, le fils bâtard d'Eddard, défend une nouvelle recrue qui vient de rejoindre la Garde de Nuit au Mur. Le prince exilé Viserys devient de plus en plus frustré car la horde des Dothraki dont il a besoin du support pour envahir Westeros et regagner sa couronne s'attarde à Vaes Dothrak. L'épisode se termine avec Catelyn, la femme d'Eddard, arrêtant Tyrion Lannister, le suspectant d'avoir tenté de tuer son fils.
Le titre provient du livre original, prononcé par Tyrion après qu'il a fourni à Bran Stark un système lui permettant de monter à cheval malgré sa paraplégie : "J'ai une tendre affection dans mon cœur pour les infirmes, les bâtards et les choses cassées" (« I have a tender spot in my heart for Cripples, Bastards and Broken Things »).
Alors que l'épisode est plus chargé en exposition que les précédents, son audience augmente légèrement à la suite de ce troisième épisode et il a bien été accueilli par les critiques. Les scènes au Mur ont été mises en évidences par de nombreux critiques comme particulièrement accessibles et imposantes.

## Résumé
Comme les précédents épisodes, l’action d’« Infirmes, Bâtards, et Choses brisées » se passe dans plusieurs endroits différents à l'intérieur et autour du royaume de Westeros. L’essentiel de l'action se déroule dans la capitale, Port-Réal, où Lord Eddard Stark (Sean Bean) vient d'arriver pour prendre son poste de Main du Roi. Les autres lieux sont le Mur, ou siège la « Garde de Nuit », et Winterfell dans le nord du Royaume. À l’extérieur de Westeros, au-delà du Détroit, les Dothraki arrivent à la ville de Vaes Dothrak.

### À Port-Réal
Lord Eddard Stark commence à enquêter sur la mort de Jon Arryn, la précédente Main du roi, qui avait longtemps servi comme responsable de l’administration du royaume. En questionnant le Grand Maestre Pycelle (Julian Glover), qui avait vu Jon Arryn dans ses derniers jours, Stark apprend que ses derniers mots furent « la graine est vigoureuse » et qu'il lisait un livre intitulé « Lignées et histoires des Grandes Maisons des Sept Couronnes ».
Aidé par Lord Petyr « Littlefinger » Baelish (Aidan Gillen) et son réseau d'informateurs, Stark découvre deux indices supplémentaires concernant les derniers jours de son prédécesseur. Il interroge un apprenti forgeron à qui Jon Arryn avait rendu visite dans ses derniers jours et, en raison de sa ressemblance avec le roi Robert, il en déduit que le garçon est l'un des fils bâtards du roi. Il prévoit également d'interroger l'ancien écuyer de Jon Arryn, mais le jeune homme, à peine adoubé chevalier, est tué dans une joute du tournoi organisé en l'honneur d’Eddard. Le chevalier responsable de sa fin prématurée est ser Gregor Clegane (Conan Stevens), également connu comme « la Montagne » en raison de sa taille imposante. Il est l’un des vassaux des Lannister et est le frère du « Limier » Sandor Clegane. Baelish raconte à Sansa le secret des frères Clegane : alors qu’ils étaient enfants, Gregor brûla brutalement le visage de son frère, ce qui explique les cicatrices du « Limier ».

### Au-delà de la Mer étroite
La horde Dothraki arrive à la ville de Vaes Dothrak. Le prince exilé Viserys Targaryen (Harry Lloyd) attend avec impatience l'armée que Khal Drogo (Jason Momoa) a accepté de lui prêter pour reconquérir les Sept Royaumes, en prix du mariage avec sa sœur Daenerys (Emilia Clarke). Alors que Viserys a interprété à tort l'invitation à dîner de Daenerys comme un ordre, il se fâche et la frappe. Pour la première fois, Daenerys se défend, frappe son frère étonné et lui promet que la prochaine fois qu'il lèvera la main sur elle, "jamais plus il ne la lèvera". Plus tard, le chevalier banni Jorah Mormont (Iain Glen) lui dit que Viserys ne serait pas un bon leader pour l'invasion de Westeros et que, malgré ce que croit Viserys, les habitants des Sept Couronnes ne se soucient pas de qui dirige le royaume, du moment qu'ils soient bien gouvernés.

### Sur le Mur
La Garde de Nuit accueille Samwell Tarly (John Bradley-West), une nouvelle recrue qui devient rapidement la cible d’actions d'intimidation de la part du maître d'armes ser Alliser Thorne (Owen Teale). Sam est gras, craintif et maladroit. Son père l’a contraint à « prendre le Noir » et à renoncer à son héritage car il le considérait comme indigne, menaçant de le tuer et de faire passer sa mort pour un accident de chasse s'il refusait. Jon Snow (Kit Harington) défend Sam et convainc le reste des recrues de ne pas lui faire de mal, à la grande fureur de Thorne. Le maître d’arme défend son dur traitement par le fait que la vie au nord du Mur est très dure, surtout en hiver, enjoignant Jon et Sam de s’endurcir s’ils veulent conserver une chance de survie.

### Dans le Nord
Tyrion (Peter Dinklage) s'arrête à Winterfell sur son chemin de retour vers Port-Réal, après sa visite au Mur. Il reçoit un accueil froid de Robb Stark (Richard Madden), remplaçant son père Eddard comme Seigneur de Winterfell en son absence. Robb soupçonne les Lannister d’être derrière la chute puis la tentative d'assassinat de son jeune frère Bran. Malgré l'accueil plutôt froid, Tyrion fait un geste de bonté à l’égard de Bran, maintenant paralysé, en lui donnant des plans pour construire une selle qui lui permettra de remonter à cheval en dépit de sa paraplégie. Avant de quitter Winterfell, Tyrion a un entretien avec Theon Greyjoy (Alfie Allen), un des vassaux de la Maison Stark, et se moque de lui sur la façon dont sa famille et sa terre, les Îles de Fer, ont tenté de se soulever contre le roi Robert, estimant que Théon est un « otage » de la famille Stark.

### À l'auberge des Carrefours
Plus au sud, Tyrion et sa petite escorte s'arrêtent pour passer la nuit à l'Auberge des Carrefours. Il y reconnaît Dame Catelyn Stark (Michelle Fairley) derrière son déguisement. Se découvrant, elle demande l'aide de vassaux de son père présents à l'auberge pour s'emparer de Tyrion et le juger pour avoir tenté d’assassiner Bran.